# Fața Cristesei
Fața Cristesei – wieś w Rumunii, w okręgu Alba, w gminie Arieșeni. W 2011 roku liczyła 178 mieszkańców.